# Sofía Durrieu
Sofía Durrieu (geboren am 27. April 1980 in Buenos Aires) ist eine in Argentinien und der Schweiz ansässige Künstlerin.

## Leben
Sie wurde in Buenos Aires geboren und verbrachte die ersten Jahre ihrer Kindheit in Fontainebleau in Frankreich. Zurück in Buenos Aires bildete sie sich zur Balletttänzerin aus. Sie studierte Bildende Kunst an der Escuela Nacional de Bellas Artes Prilidiano Pueyrredón, Philosophie und Grafikdesign an der Universität Buenos Aires (UBA). 2018 zog sie für das Masterstudium am Institut Kunst nach Basel.

## Arbeitsweise
Sofía Durrieu arbeitet hauptsächlich mit Skulptur und Performance. Dabei legt de Künstlerin ihre Skulpturen oft performativ an. Sie bezieht die Betrachtenden mit ein, wobei sie diese dazu anregt, die Werke zu berühren und mit ihnen zu interagieren, so dass sie Teil des Werks werden. Sie befasst sich mit dem menschlichen Körper und der ihm innewohnenden Spannung zwischen Körper und Umwelt. Dabei erforscht sie tägliche Routinen, deren Unterbrechung und die daraus resultierenden Veränderungen der Wahrnehmung.

## Einzelausstellungen
- 2024 Phantom Limb, Kunstverein Heppenheim[4]
- 2023 Unpredictable Fruit, Livie Galerie, Zürich[5]
- 2023 Protolito/Limen, Ruth Benzacar[6]
- 2022 New Altars/Acupuncture, Performance Biennale BP21, Buenos Aires
- 2019 Magenmund, Palazzina, Basel (Duo Show)[7]
- 2019 Amenities, Reaktor, Zürich
- 2018 Remote Control, Pasto galería, Buenos Aires
- 2017 Rodeados, Miranda Bosch und Cecilia Caballero Contemporary
- 2016 Cuerpo extraño, Sputnik galería, Buenos Aires
- 2015 Algunos objetos, La Onion, Buenos Aires
- 2015 Como disolver una piedra, Mundo Dios, Mar del Plata
- 2013 Fórmula (mágica), Naranja Verde galería, Buenos Aires

## Gruppenausstellungen (Auswahl)
- 2024 Warm, A+B Gallery, Brescia, IT[8]
- 2022 New Altars / Acupuncture IV D-Fence, Swiss Art Awards, Basel[9]

- 2023 Reflex Arch V, performative Installation. Del cielo a casa, MALBA Museum, Buenos Aires

- 2022 Cativities, Performance, I hear a new world, Fondation Beyeler

- 2022 Cat’s Cradle, Kunstkredit Ausstellung, Kunsthalle Basel
- 2022 Embodiments, Livie Galerie, Zürich
- 2021 Ciudad invisible, Rolf Art, Buenos Aires
- 2021 Magenmund, performative Installation im Kunst Raum Riehen, Basel
- 2020 Life love justice, Kunsthaus Baselland
- 2019 Kleine Reparaturen Kaskadenkondensator, Basel
- 2019 Il Ne Faut Pas En Vouloir Aux Évènements, CEAAC Strasbourg
- 2018 Puppet-Me (or example of a five-legged walking stick) Performance, Ruth Benzacar Galerie, Buenos Aires
- 2018 Disarm, Fundation Federico Klemm, Buenos Aires
- 2018 Fixed Ways / Mechanical Restraint, Munar art center, Buenos Aires

## Performances
- 2023 Tear Eater, während der Ausstellung Das Gefüge, kuratiert von Chris Regn, Kasko, CH[10]
- 2019 Caryatid, Kaskadenkondensator, Basel, CH

## Preise
- 2022 Swiss Art Award
- 2022 Atelier Mondial – Tokas Residency, Tokyo, Japan
- 2021 Kunstkredit Basel-Stadt, Werkbeitrag
- 2018–2019 Boca de fuego studios Residenz, Buenos Aires, AR
- 2017 Reisestipendium der Oxenford Collection, AR
- 2016 Preis Fundación Klemm, AR[11]

## Weblink
- https://sofiadurrieu.com